# Leila (Lääne-Nigula)
Koordinaten: 58° 56′ N, 24° 5′ O
Leila (deutsch Leilis) ist ein Dorf (estnisch küla) in der Landgemeinde Lääne-Nigula (bis 2017: Landgemeinde Kullamaa) im Kreis Lääne in Estland.

## Einwohnerschaft und Lage
Der Ort hat 54 Einwohner (Stand 31. Dezember 2011). Es liegt dreißig Kilometer südöstlich der Landkreishauptstadt Haapsalu.

## Geschichte
Die Ortschaften Kalju und das nördlich gelegene Leila sind historisch eng miteinander verbunden. Anfang des 16. Jahrhunderts wird Leila als Calge maior erstmals urkundlich erwähnt, Kalju hingegen als Calge minor. Ab 1796 ist der „Hof Leilis“ urkundlich belegt, der auch „Groß-Kaljo“ genannt wurde.
Später verschwand das Gut. 1910 wurde das Bauernland an die Don-Agrar-Bank zur landwirtschaftlichen Nutzung verkauft.